# Банчанг
Банчанг (тайск. บ้านฉาง) — район в провинции Районг, Таиланд.

## История
Банчанг вначале был подрайоном Фала из столичного округа провинции Районг. 7 мая 1976 года Банчанг стал подрайоном района Кинг. Только 16 марта 1985 года Банчанг приобрёл статус района.

## География
Соседние районы (с запада по часовой стрелке): Саттахип и Бангламунг из провинции Чонбури. Никхомпхаттхана и Столичный округ Районг из провинции Районг. С юга омывают воды Сиамского залива.

## Административное деление
Банчанг делится на 3 подрайона и на 22 деревни.
| №  | Название   | Название на Тайском | Деревень | Население |  |
| -- | ---------- | ------------------- | -------- | --------- |  |
| 1. | Самнактхон | สำนักท้อน             | 8        | 16,442    |  |
| 2. | Фла        | พลา                 | 7        | 9,432     |  |
| 3. | Банчанг    | บ้านฉาง              | 7        | 23,315    |  |